# Cimetière de Cachan
Le cimetière de Cachan est le cimetière municipal de la ville de Cachan dans la banlieue parisienne du Val-de-Marne. Il est dominé par l'aqueduc Médicis, le long de la rue du Chemin-de-Fer, et est bordé au sud par l'avenue Carnot.

## Histoire et description
Un ancien cimetière se trouvait près de l'église Saint-Denys, et son déplacement fut décidé en 1811 pour être inauguré en 1823 à l'emplacement de l'ancien cimetière paroissial. Il comporte une partie ancienne bien préservée avec nombre de stèles et de clôtures de fer forgé et a été étendu à plusieurs reprises, ce qui en fait un vaste cimetière. L'ancienne entrée avec une maison de service construite en 1866 a été murée. Un grand tombeau collectif abrite les dépouilles de deux cent-trente soldats de la guerre de 1870.  Au milieu de la partie ancienne, est érigée la haute croix du monument d’un ancien curé qui tient lieu de calvaire au cimetière.

## Personnalités inhumées
- Édouard Baldus (1813-1889), peintre et photographe
- Claude-Louis Berthollet (1748-1822), chimiste, sénateur et comte d'Empire, pair de France, et son épouse Marie-Marguerite Baur, belle-sœur de Gaspard Monge
- Julien Veyssière (1910-1940) (in memoriam), marin disparu pendant l'attaque anglaise de Mers-el-Kebir
- R.P. Eugène Captier (1829-1871), père dominicain, tué par les communards avec onze compagnons
- Jacques Carat (né Karaïmsky, 1919-2009), maire de Cachan de 1953 à 1998, sénateur socialiste
- Robert Cornman (1924-2008), chef d'orchestre
- Pierre Descaves (1896-1966), écrivain et chroniqueur
- R.P. Henri Didon (1840-1900), père dominicain
- Général Dieu  (1813-1860), tué à Solférino
- Léon Eyrolles (1861-1945), entrepreneur, maire de Cachan, fondateur de l'ancêtre de l'École spéciale des travaux publics
- Christian Ferras (1933-1982), violoniste
- René-Louis Lafforgue (1928-1967), chanteur
- Antoinette Legat (1869-1920), actrice de théâtre (buste)
- Louis Lyonnet (né Ghazar Yeretzian 1930-2007), acteur de films télévisés
- Félix Marten (1919-1992), cabaretiste
- Henry Poulaille (1896-1980), écrivain prolétarien
- Pierre-Daniel Templier (1905-1987), biographe d'Erik Satie
- Tombe collective de onze Irlandais du collège irlandais d'Arcueil au XIXe siècle (surmontée d'une haute croix celtique).

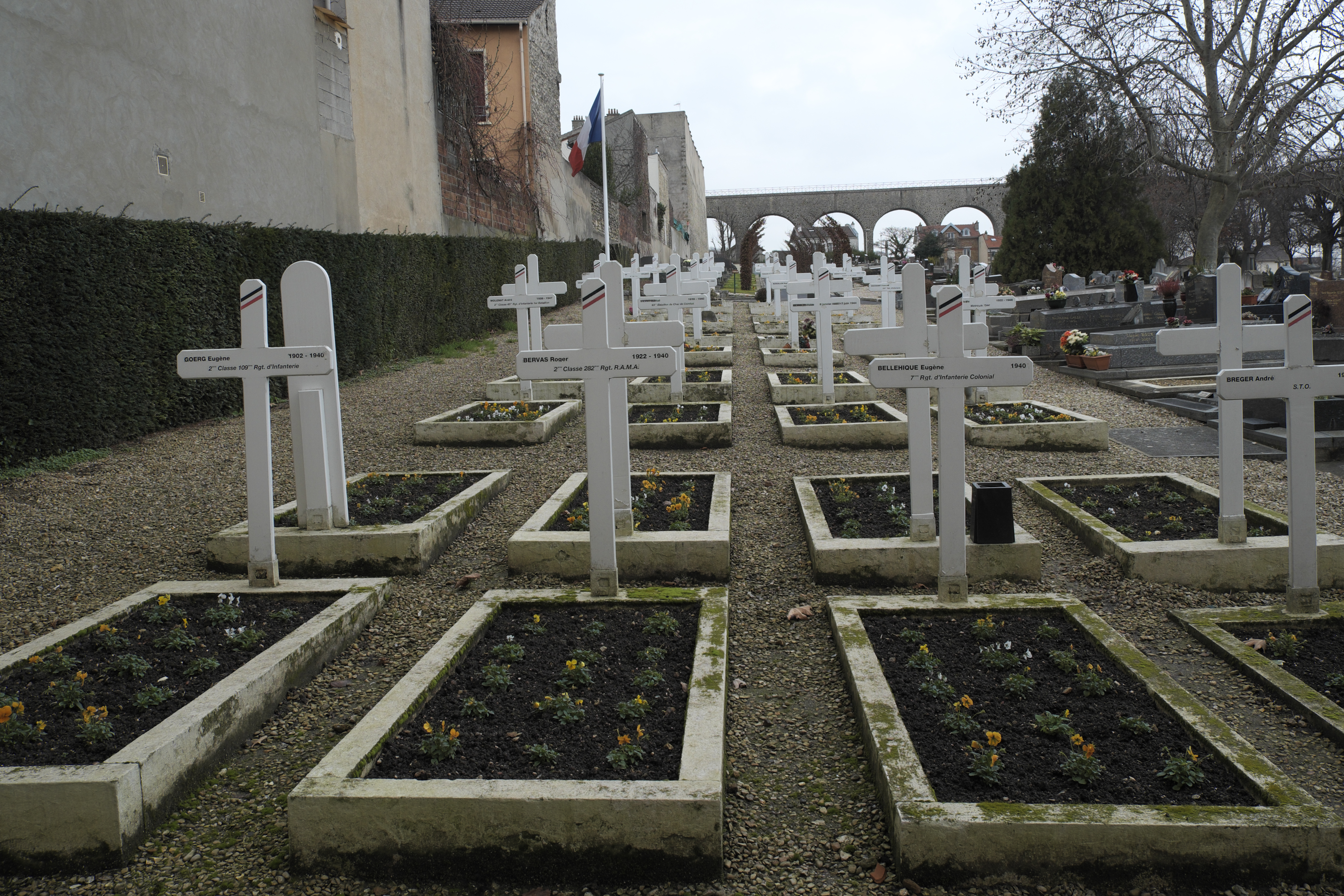
Carré militaire.

## Accès
- Station du RER « Arcueil-Cachan »